# Tasse (argot)
Pour les articles homonymes, voir Tasse (homonymie).

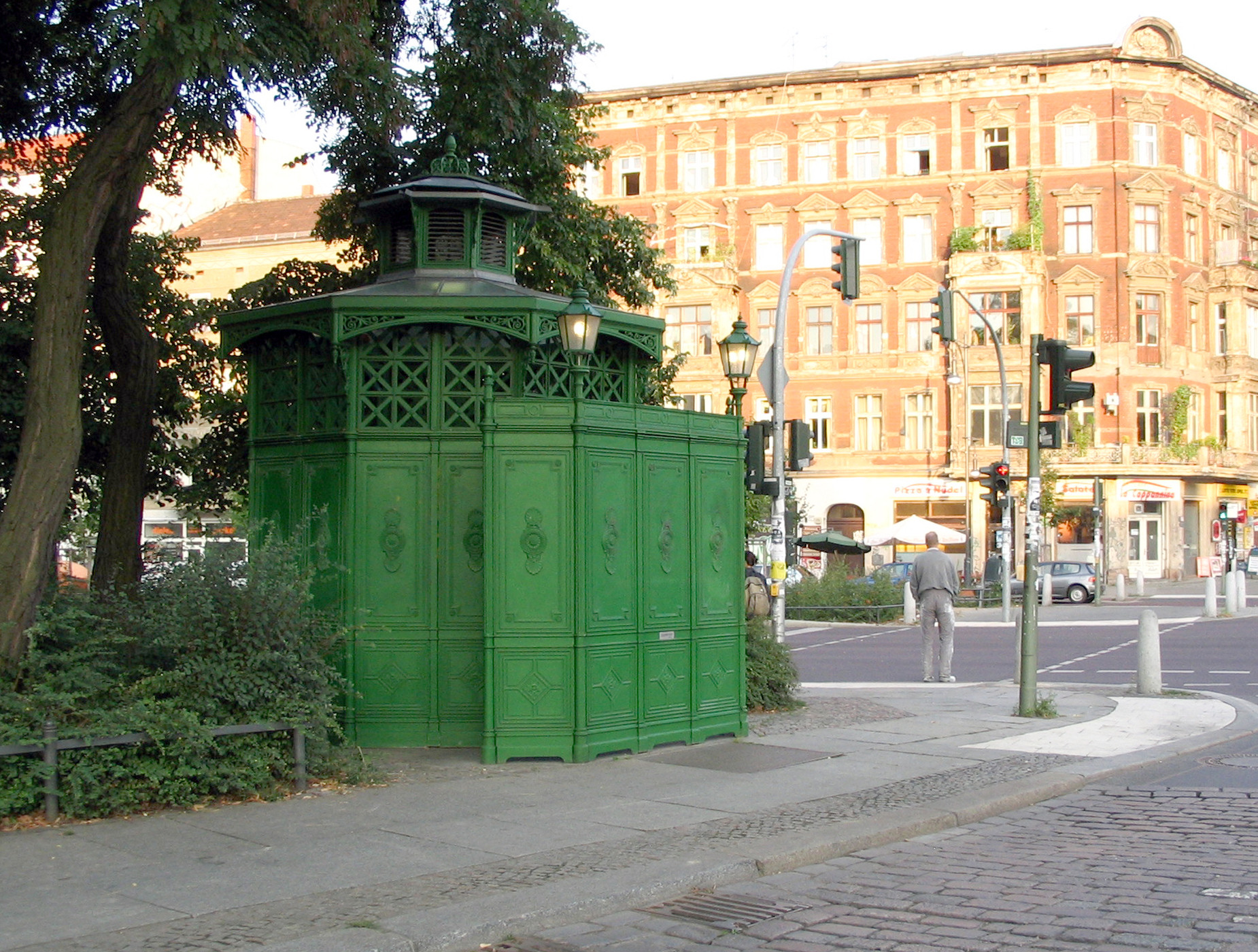
« Café Achteck » sur la Senefelderplatz à Berlin.

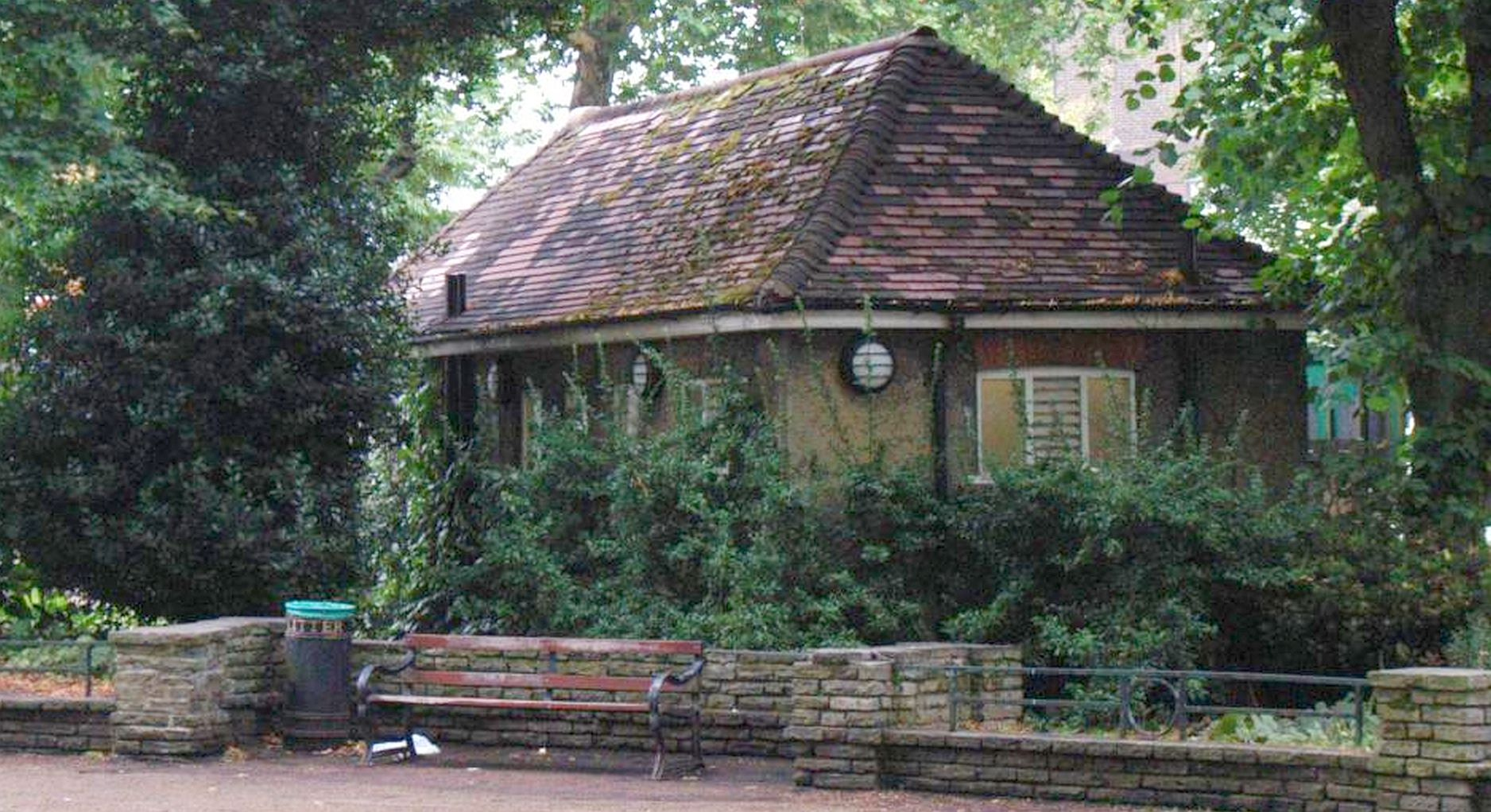
Le Pond Square à Londres. En anglais, fréquenter les tasses revient à faire du « cottaging ».

La tasse (Tea room en anglais, Klappe en allemand, Loge en allemand autrichien) est un terme d'argot gay utilisé pour désigner des toilettes publiques ou vespasiennes fréquentées par des hommes souhaitant avoir des relations sexuelles avec des hommes.
Dans le milieu homosexuel masculin, les tasses font historiquement partie d'un panorama restreint de lieux publics ayant pour vocation des rapports sexuels rapides et plus ou moins anonymes. Elles s'insèrent dans la pratique du cruising.
Les tasses peuvent être mentionnées dans les guides de voyage gays qui apparaissent à partir des années 1960 aux États-Unis, et un peu plus tard en Europe. En principe, elles ne sont pas différentes des autres toilettes publiques ou vespasiennes, mais on peut y trouver des traces d'utilisation spécifique, comme des trous entre les cabines appelés « Glory Hole » ou des textes sur les murs rappelant des annonces de rencontre.